# Walter Egger (Moderator)
Walter Egger (* 24. Juni 1948 in Eberschwang, Oberösterreich; † 5. Dezember 2024) war ein österreichischer Rundfunkmoderator, Pädagoge und Mundartautor.

## Leben
Walter Egger war Hauptschullehrer und -direktor in Eberschwang und war von 1982 bis zu seiner Pensionierung Ende 2017 als Rundfunkmoderator beim ORF Oberösterreich tätig. Weiters moderierte er mehrere Volksmusikveranstaltungen. Im Radio moderierte Egger bei Radio Oberösterreich den ORF-Frühschoppen und die Sendungen G’sungen und g’spielt sowie Musikanten spielt’s auf.
Außerdem war Egger Verfasser von Mundartbüchern.
Im Dezember 2024 starb er im Alter von 76 Jahren. Er wurde im Familiengrab in Eberschwang beigesetzt.

## Werke
- Mein erst’s Büacherl. OLV, Linz 1984, ISBN 3-85214-418-3.
- Bei uns dahoam. Moserbauer, Mattighofen um 1988, ISBN 3-900847-02-9.
- Dös Land, dö Leut und unser Zeit. Moserbauer, Mattighofen 1990, ISBN 3-900847-38-X.
- Eggerisch gredt. Landesverlag, Linz 1993, ISBN 3-85214-596-1.
- Ausn Leben griffn. MDV, Mattighofen 1994, ISBN 3-900847-14-2.
- 1000-mal Eggerisch gredt. Moserbauer, Ried im Innkreis 2003, ISBN 3-902121-13-0.

## Auszeichnungen
- 1994: Konsulent der Oö. Landesregierung für Volkskultur und Heimatpflege